# Stefano Gaggioli
Stefano Gaggioli (Roma, 14 novembre 1954) è un politico italiano.

## Biografia
Già esponente del Movimento Sociale Italiano, dal 1993 al 2003 ha ricoperto il ruolo di Assessore alla Provincia di Roma con deleghe all'agricoltura. Nel 1994 viene eletto deputato nel collegio uninominale di Roma-Centocelle per il Polo del Buon Governo in quota Alleanza Nazionale, ottenendo il 45% dei voti. Alle successive elezioni del 1996 è ricandidato nel medesimo collegio dal centrodestra, ma con il 42,9% dei voti viene sconfitto dall'avversario dell'Ulivo.
È stato anche Vicepresidente della Fiera di Roma e di Presidente dell’Associazione Imprenditori del Lazio.